# Termostrefa
Termostrefa – system wykonawczy bilansu termicznego obiektu, z jednoczesną obsługą klimatyzacyjną – rozwiązanie techniczne oparte na wytworzeniu w przegrodach obiektu, strefy kompensacji wewnętrznych i zewnętrznych strat i zysków ciepła, energią przenoszoną strugami powietrza wentylacyjnego, tranzytowanego w tym celu przestrzeniami wewnątrz tych przegród, co skutkuje dążeniem do termicznej równowagi z przegrodami wszystkiego, co w obsługiwanej termostrefą przestrzeni użytkowej się znajduje, w efekcie czego, temperatura stabilizuje się tam na poziomie zadanym termostrefą, a powietrze, uchodząc do pomieszczeń nie jest źródłem ani ciepła, ani chłodu, a jedynie wypełnia funkcję wentylowania neutralnego termicznie.